# 아네이튬섬
아네이튬섬(Aneityum)은 바누아투 최남단에 위치한 섬으로, 행정 구역상으로는 타페아 주에 속한다. 면적은 159.2km2이며 높이는 852m, 인구는 550명이다.
섬의 중앙에 해발 852m의 화산이 존재하며, 섬의 주변은 산호초로 둘러싸여있다.